# Anyphops dubiosus
Anyphops dubiosus is een spinnensoort uit de familie van de Selenopidae.
De wetenschappelijke naam van de soort werd in 1952 als Selenops dubiosus gepubliceerd door Reginald Frederick Lawrence.